# És a főszerepben Pancho Villa, mint maga
Az És a főszerepben Pancho Villa, mint maga (eredeti cím: And Starring Pancho Villa as Himself) egy 2003-ban bemutatott amerikai tévéfilm.

## Cselekmény
|  | Alább a cselekmény részletei következnek! |

1914 első felében Pancho Villa, a mexikói forradalom egyik legendás vezére ajánlatot küld az amerikai filmeseknek: sok pénzért cserébe kizárólagos jogot ad valamelyik társaságnak, hogy felvételeket készítsenek róla és csatáiról. A Mutual Film Studios vezetője, D. W. Griffith azonnal érdeklődni kezd. Frank Thayert és csapatát jelöli ki a feladatra, akik előbb a Texas és Mexikó Chihuahua államának határán fekvő Presidióba mennek, hogy távcsövön onnan vessenek pár pillantást a határfolyó, a Río Bravo túlpartján, Ojinagában zajló csatára. Ezután jelt adnak Villának, aki átviszi a határon Thayert, és meg is egyeznek.
A filmesek megkezdik munkájukat, saját életüket is kockáztatva felvételeket készítenek az ojinagai csatáról, de amikor később büszkén mutatják be az eredményt az amerikaiaknak, a nézők csak értetlenkednek, mert sokszor alig látszik valami a képeken, amikor pedig megjelenik a filmben Villa, ki is nevetik. Ezért úgy határoznak, más jellegű filmet készítenek majd, ám Villa nem akar beleegyezni egy újabb filmbe. Amikor viszont Villa emberei megölik az angol állampolgárságú William Benton mexikói nagybirtokost, az egész amerikai sajtó felháborodik, és rendkívül ellenséges cikkek jelennek meg Villával szemben. Amikor Thayerék azzal érvelnek neki, hogy egy film segítségével ez a negatív képet is eloszlathatja, végül beleegyezik.
Ám az a „más jellegű” film, amit az amerikaiak készíteni akarnak, felháborítja Villát, ugyanis egyáltalán nem a valóságot tervezik bemutatni: olyan jelenetek lennének benne, hogy fiatalon Villa családja nagybirtokos (holott szegény parasztok voltak), később pedig Villa Mexikó elnöke lesz (holott irtózik a politikától). Végül Thayernek mégis sikerül meggyőznie, hogy játsszon el ilyen szerepeket is. Arról is megegyeznek, hogy a film kedvéért nem lesznek éjjeli csaták, mert azt az akkori technológiával nem tudnák rögzíteni.
Amikor Villa döntő ütközetre készül Torreónnál, kelet felől akar támadni, de a filmezés szempontjából az ellenfény miatt ez igen előnytelen. Thayer még arra is rábeszéli a vezért, hogy inkább nyugat felől rohanják le a várost. Igaz, így nappal a Torreónt védő huertistáknak sikerül visszaverniük a villista támadást, de éjjel (a szerződés ellenére) újabb, ezúttal győzedelmes támadás kezdődik. Thayernek Villa az éjszakai támadással kapcsolatban azt mondja: inkább a filmet hagyja veszni, mint a forradalmat.
A csata után viszont lejátszódik egy olyan jelenet, ami Thayer és Villa végleges szakításához vezet: egy özvegyasszony rátámad Villára, mivel a villisták megölték a férjét, és miközben a nő ütlegeli és leköpi a vezért, az előveszi pisztolyát és agyonlövi az asszonyt. Bár a filmesek sok erőszakos jelenetet tapasztaltak az elmúlt hetekben, ez sok volt nekik, így hazatérnek. Otthon bemutatják az új filmet, amit már sokkal nagyobb tetszéssel fogad a közönség, sőt, 9 évvel később, amikor Villát Parralban meggyilkolják, de a kormány el akarja törölni még az emlékét is, Mexikóban is ezt a filmet kezdik használni a hős emlékének életben tartására.
|  | Itt a vége a cselekmény részletezésének! |

## Szereplők
| Szerep                  | Színész          | Szinkronhang    |
| ----------------------- | ---------------- | --------------- |
| Pancho Villa            | Antonio Banderas | Selmeczi Roland |
| Frank Thayer            | Eion Bailey      | Görög László    |
| Sam Drebben             | Alan Arkin       | Barbinek Péter  |
| Harry Aitken            | Jim Broadbent    | Fülöp Zsigmond  |
| John Reed               | Matt Day         |                 |
| William Christy Cabanne | Michael McKean   |                 |
| D.W. Griffith           | Colm Feore       | Fekete Ernő     |
| Teddy Sampson           | Alexa Davalos    |                 |
| William Benton          | Anthony Head     |                 |
| Raoul Walsh             | Kyle Chandler    |                 |
| Eli Morton              | Saul Rubinek     | Verebély Iván   |

## Díjak és jelölések
2004-ben Antonio Banderast jelölték a legjobb férfi főszereplő (minisorozat vagy tévéfilm) kategóriában járó Golden Globe-díjra, de a díjat végül nem nyerte el. Elnyerte viszont a NAMIC Vision díját és az Imagen Foundation hasonló kategóriás díját, maga a film pedig ugyanezen alapítvány legjobb tévéfilmnek járó elismerését is.
Kategóriájában elnyerte a filmhangszerkesztők Golden Reel-díjának hanghatásokért és párbeszédekért adott változatát is, valamint a Primetime Emmy-díj hangszerkesztési díját is, a forgatókönyv pedig a Writers Guild of America tévéfilmeknek járó WGA-díját is. 2005-ben szintén elnyerte az Art Directors Guild látványtervezői díját.

## A film valóságalapja
Bár a filmben bemutatott részletek természetesen csak kitaláltak, de a történet alapja valós. 1913 végén vagy 1914 elején a villisták valóban ajánlottak fel szerződéseket az amerikai filmeseknek: nyereségük egy részéért cserébe engedélyezik nekik, hogy elkísérjék és lefilmezzék Villát hadjáratai során, mindeközben lovat és élelmet is kapnak a forradalmároktól. A filmes társaságok között valóban mindössze egy volt, amelyik érdeklődést mutatott: a Harry Aitken vezette Mutual Film Corporation. Villa távollétében Eugenio Aguirre Benavides írta alá a szerződést január 5-én El Pasóban, ebben a felek rögzítették, hogy a forradalmárok 25 000 dollár előleget kapnak, a későbbi bevételeknek pedig az ötödrésze jut nekik. Az ojinagai csatáról készült felvételek azonban nem arattak nagy sikert Amerikában, mert a csatából semmi sem látszott rajtuk.
A filmben lejátszódó jelenet, miszerint Thayer azt kérte Villától, hogy jobb fényviszonyok miatt ne abból az irányból támadja meg Torreónt, ahonnan először akarta, szinte biztos, hogy nem történt meg a valóságban, bár vannak elterjedve hasonló történetek.
A szereplők közül többen is léteztek a valóságban: Aitken mellett Frank Thyer, vagy éppen a géppuskás Sam Dreben is valódi személy volt. Villa személyiségét részben jól bemutatja a film (indulatos, nőket kedvelő, antialkoholista), ám angol nyelvtudását valószínűleg eltúlozták: Villa ugyanis szinte egyáltalán nem tudott angolul, míg a filmben sokszor hosszú értelmes mondatokat is elmondott ezen a nyelven.